# Tim & Bob
Tim & Bob (Tim Kelley och Bob Robinson) är en amerikansk produktionsduo, välkända för deras arbete inom musikgenrerna R&B och hiphop. Duon har skapat hits åt artister som Michael Jackson, Madonna, Dr. Dre, Destiny's Child, Beyoncé Knowles, Will Smith, Boyz II Men, TLC, Babyface och Jennifer Lopez.